# Oxynotus japonicus
El cerdo marino japonés (Oxynotus japonicus) es una especie poco común de escualiforme de la familia Oxynotidae, que se conoce a partir de unos pocos especímenes recuperados de la bahía de Suruga y el mar de Enshunada en Japón. Es una especie béntica que habita a profundidades de entre 150 y 350 m. Este tiburón es atrapado como captura accesoria en la pesca de arrastre a lo largo de su limitado rango de distribución, lo cual puede suponer un peligro para él, dado el declive de las poblaciones de otras especies que habitan en el fondo de la bahía de Suruga. Su longitud máxima es de 65 cm.
Su reproducción es ovovivípara.